# 1976 Голяма награда на Германия
1976 Голяма награда на Германия е 24-то за Голямата награда на Германия и десети кръг от сезон 1976 във Формула 1, провежда се на 1 август 1976 година на пистата Нюрбургринг близо до град Нюрбург, Германия.

## Репортаж
Проблемите на Уилямс продължиха, след като водещия им пилот Джаки Икс напусна като на негово място е нает Артуро Мерцарио, оставяйки отбора на Марч с трима състезатели. Лела Ломбарди остана в отбора на РАМ Рейсинг като за съотборник на италианката е Ролф Щомелен, както и отбора P.R. Reilly с Майк Уайлдс. Тирел решиха да се фокусират изцяло на P34 и тима продаде болида 007, каран от Патрик Депайе в първите три състезания за сезон 1976 на италианеца Алесандро Писенти-Роси и Скудерия Рондини.

### Квалификация
Джеймс Хънт продължи с увереното си представяне, постигайки пол-позиция със секунда от водещия в класирането при пилотите Ники Лауда, който се опиташе да принуди всички пилоти да бойкотират уикенда заради времевите условия. Депайе се класира трети пред Ханс-Йоахим Щук (чийто Марч е спонсориран от германската бирена компания Ягермайстер), Клей Регацони, Жак Лафит, Карлос Паче, Джоди Шектър, Йохен Мас и Карлос Ройтеман. Щомелен записа 15-о време но проблемите на РАМ Рейсинг с техния бивш пилот Лорис Кесел принуди Брабам да наеме германеца да кара резервния им болид. Ломбарди и Анри Пескароло не се класираха за състезанието, докато Уайлдс не се появи на трасето.

### Състезание
Състезанието е отменено за петнадесет минути, поради отломките останали по време на поддържащите серии. По това време дъждът посети Нюрбургринг и всички с изключение на деветия Мас решиха да започнат състезанието с гуми за мокър асфалт. Накрая състезанието започна 35 минути по-късно без Щук, който имаше проблеми със съединителя и германеца трябваше да стартира от боксовете. Лауда потегли твърде бавно, докато съотборника му Регацони поведе колоната до Аремберг, където швейцареца загуби контрол върху машината си на мокрия участък и загуби три позиции. Мас прави добър вариант на избор на гуми, докато Хънт оставя Петерсон да го изпревари, преди англичанина да си върне позицията. Те са следвани от Паче, Шектър, Депайе, Ройтеман, Крис Еймън, Жан-Пиер Жарие и останалите. В края на втората обиколка Мас излезе начело, след като всички пилоти решиха да сменят мокрите гуми със сухи.
Малко след това обаче състезанието претърпя неочаквана драма. Лауда, който спря заедно с група от четирима пилоти загуби контрол върху Ферари-то си, удряйки се към мантинелата което възпламени болида при удара, преди да спре в средата на трасето. Брет Лънгър удари горящия болид, преди да излезе от Съртис-а в опит да помогне да изпадналия в беда колега. Секунди след това Гай Едуардс, Мерцарио и Харалд Ертъл помогнаха на американеца да освободят Лауда от болида, преди помощните екипи да се появят. От удара Лауда е лошо изгорен и макар да се изправи на крака, той след това изпадна в кома и е откаран до болницата в Аденау в критично състояние.
Като резултат на това състезанието е спряно, докато маршалите и помощните екипи разчистват болидите и отломките на завоя Беркверк. Лафит спря на мястото на инцидента и няма възможност да участва в рестарта, докато Еймън реши да не участва след като мина през горящия болид на Лауда, което разгневи Мо Нън и го уволни. 21 пилоти участват на рестарта заедно с Лафит, надявайки се механиците му да оправят болида му.
Хънт поведе отново на рестарта, докато Петерсон катастрофира на Флъгплац без сериозни последствия. Ройтеман също напусна надпреварата с проблем в горивната помпа. Регацони започна да преследва Хънт, преди отново да загуби контрол този път повличайки Тирел-а на Депайе като французина отпадна на място. Шектър изпревари двойката Мас и Андрети, след което изпревари и Регацони за трета позиция. Механиците на Лижие в крайна сметка не успяха да поправят болида на Лафит и французина също е елиминиран, както и Щук с проблеми по съединителя. Крахът на Марч стана пълен, след като и Виторио Брамбила напусна в четвъртата обиколка, докато Мерцарио се прибра в бокса с проблеми в спирачките.
Шектър започна да притиска Хънт, докато Паче се свлече зад Регацони и Мас. Германецът след това се справи с Ферари-то на Клей породено от поредно завъртане на Карусел, което повреди предното крило. Макар Шектър да се движи с темпото на лидера на места той не успяваше да намали чувствително преднината на англичанина. Марио Андрети изпревари съотборника си за шеста позиция, преди батерията му да се откачи на неговия Лотус, свличайки го 13-а позиция.
Хънт записа третата си победа за сезона, финиширайки на 27.7 секунди пред втория Шектър. Мас завърши трети въпреки че имаше възможност да спечели състезанието още на първия старт. Паче се добра до четвъртата позиция пред Нилсон и Щомелен. Джон Уотсън, Том Прайс, Регацони, Алън Джоунс, Жарие, Андрети, Емерсон Фитипалди, Песенти-Роси и Едуардс също завършиха състезанието. Катастрофата на Лауда означи и края на оригиналния Нюрбургринг като домакин за ГП на Германия, преди трасето отново да домакинства на кръг на Формула 1 на новото 4.5 км Гран При трасе за сезон 1984.

## Класиране
| Поз | No | Пилот                  | Конструктор       | Оби. | Време/Отпадане                  | Място | Точки |
| --- | -- | ---------------------- | ----------------- | ---- | ------------------------------- | ----- | ----- |
| 1   | 11 | Джеймс Хънт            | Макларън-Форд     | 14   | 1:41:42.7                       | 1     | 9     |
| 2   | 3  | Джоди Шектър           | Тирел-Форд        | 14   | + 27.7                          | 8     | 6     |
| 3   | 12 | Йохен Мас              | Макларън-Форд     | 14   | + 52.4                          | 9     | 4     |
| 4   | 8  | Карлос Паче            | Брабам-Алфа Ромео | 14   | + 54.2                          | 7     | 3     |
| 5   | 6  | Гунар Нилсон           | Лотус-Форд        | 14   | + 1:57.3                        | 16    | 2     |
| 6   | 77 | Ролф Щомелен           | Брабам-Алфа Ромео | 14   | + 2:30.3                        | 15    | 1     |
| 7   | 28 | Джон Уотсън            | Пенске-Форд       | 14   | + 2:33.9                        | 19    |       |
| 8   | 16 | Том Прайс              | Шадоу-Форд        | 14   | + 2:48.2                        | 18    |       |
| 9   | 2  | Клей Регацони          | Ферари            | 14   | + 3:46.0                        | 5     |       |
| 10  | 19 | Алън Джоунс            | Съртис-Форд       | 14   | + 3:47.3                        | 14    |       |
| 11  | 17 | Жан-Пиер Жарие         | Шадоу-Форд        | 14   | + 4:51.7                        | 23    |       |
| 12  | 5  | Марио Андрети          | Лотус-Форд        | 14   | + 4:58.1                        | 12    |       |
| 13  | 30 | Емерсон Фитипалди      | Фитипалди-Форд    | 14   | + 5:25.2                        | 20    |       |
| 14  | 40 | Алесандро Писенти-Роси | Тирел-Форд        | 13   | + 1 Об.                         | 26    |       |
| 15  | 25 | Гай Едуардс            | Хескет-Форд       | 13   | + 1 Об.                         | 25    |       |
| Отп | 20 | Артуро Мерцарио        | Волф-Уилямс-Форд  | 3    | Спирачки                        | 21    |       |
| Отп | 9  | Виторио Брамбила       | Марч-Форд         | 1    | Инцидент                        | 13    |       |
| Отп | 4  | Патрик Депайе          | Тирел-Форд        | 0    | Инцидент                        | 3     |       |
| Отп | 7  | Карлос Ройтеман        | Брабам-Алфа Ромео | 0    | Горивна система                 | 10    |       |
| Отп | 10 | Рони Петерсон          | Марч-Форд         | 0    | Инцидент                        | 11    |       |
| Отп | 34 | Ханс-Йоахим Щук        | Марч-Форд         | 0    | Съединител                      | 4     |       |
| Отп | 26 | Жак Лафит              | Лижие-Матра       | 0    | Ск.кутия                        | 6     |       |
| Отп | 22 | Крис Еймън             | Инсайн-Форд       | (1)  | Отказва се след първото каранне | 17    |       |
| Отп | 1  | Ники Лауда             | Ферари            | (1)  | Инцидент в първото каранне      | 2     |       |
| Отп | 18 | Брет Лънгър            | Съртис-Форд       | (1)  | Инцидент в първото каранне      | 24    |       |
| Отп | 24 | Харалд Ертъл           | Хескет-Форд       | (1)  | Инцидент в първото каранне      | 22    |       |
| НКв | 33 | Лела Ломбарди          | Брабам-Форд       |      | Колата е иззета оп ПОЛИЦИЯТА    |       |       |
| НКв | 38 | Анри Пескароло         | Съртис-Форд       |      |                                 |       |       |

## Класиране след състезанието
| Поз | Пилот         | Точки |
| --- | ------------- | ----- |
| 1   | Ники Лауда    | 58    |
| 2   | Джеймс Хънт   | 44    |
| 3   | Джоди Шектър  | 34    |
| 4   | Патрик Депайе | 26    |
| 5   | Клей Регацони | 16    |

| Поз | Конструктор   | Точки   |
| --- | ------------- | ------- |
| 1   | Ферари        | 61      |
| 2   | Макларън-Форд | 49 (50) |
| 3   | Тирел-Форд    | 47      |
| 4   | Лижие-Матра   | 10      |
| 5   | Пенске-Форд   | 9       |